# The World and Its Woman
The World and Its Woman é um filme mudo do gênero drama produzido nos Estados Unidos e lançado em 1919.